# 1750 en France
Chronologie de la France
- 1746
- 1747
- 1748
- 1749
- 1750
- 1751
- 1752
- 1753
- 1754

Cette page concerne l'année 1750 du calendrier grégorien.

## Événements
- 5 et 17 février : les États de Languedoc refusent de voter le don gratuit au roi tant que leur privilège de consentir à toute nouvelle imposition ne sera pas respectée[1].

- 28 février : l’assemblée des États de Languedoc, qui vient de refuser le vingtième, est dissoute par les commissaires du roi[2].

- 12 mars : règlement royal concernant l'entretien des mendiants, qui ordonne à chaque mendiant valide ou invalide de regagner sa paroisse d'origine pour s'y faire entretenir[3].

- 16 mai : sur la rumeur d'un enlèvement d'enfant par la police, les habitants du faubourg Saint-Antoine à Paris se soulèvent[4].

- 20, 22 et 23 mai : émeutes à Paris[5]. Elles font suite à la volonté du comte d'Argenson de moraliser Paris en expulsant vers la Louisiane les filles de mauvaise vie et les vagabonds. La crise politique favorise les troubles populaires : le 23 mai, la foule parisienne marche sur Versailles et est dispersée par la force. La situation à Paris est si tendue que Louis XV fait construire une route contournant la capitale pour se rendre de Versailles à Compiègne et appelée par la population route de la Révolte[6].

- 25 mai : ouverture de l’assemblée du clergé[2]. Dominée par l’épiscopat, elle refuse d’accepter l’édit du vingtième, et considérant que le contrat entre le clergé et la royauté a été rompu, ne consent à aucun « don gratuit » (21 août[7]). L’assemblée du clergé est dissoute le 20 septembre sur ordre royal par M. de Saint-Florentin, secrétaire d’État[7].

- 6 juillet : à Paris, Jean Diot et Bruno Lenoir sont brûlés en place de Grève après avoir été étranglés. Surpris par un agent de police, le 4 janvier 1750, « en posture indécente et d’une manière répréhensible », les deux hommes ont été arrêtés et emprisonnés. Ils seront les deux dernières personnes connues à ce jour condamnées en France à la peine de mort pour pratique homosexuelle.

- 22 juillet : début des travaux du môle du port actuel de Nice[8]. Mais il est bon de rappeler que Nice n'est alors pas en France, car faisant partie du royaume de Sardaigne.

- 2 et 16 août : inondations de la Garonne à Toulouse[9].
- 3 août-14 septembre : « cloque », grève générale des ouvriers tondeurs des manufactures de draps de Sedan contre les nouvelles règles de recrutement et de rémunération ; elle dure 43 jours. Les drapiers font venir des ouvriers de la région parisienne et de Verviers (« sales »), ce qui provoque des heurts. Le 14 septembre, les meneurs sont arrêtés par les troupes du maréchal de Belle-Isle et certains condamnés au bannissement[10].

- 20 octobre : déclaration du roi concernant la mendicité, l’enfermement et la mise au travail des vagabonds ; elle renouvelle les dispositions de la déclaration du 18 juillet 1724 en les simplifiant[11].

- 12 novembre : les États de Bretagne refusent le vingtième[7]. Les États d’Artois, de Languedoc et de Bretagne protestent au nom de leur droit (la tradition exige leur consentement pour la perception d’un impôt nouveau). Une vague d’arrestation s’abat sur les députés des États de Bretagne.

- 25 novembre : édit qui confère la noblesse héréditaire aux officiers ayant le grade de général[12].

- 27 novembre : D'Aguesseau démissionne de ses fonctions de chancelier de France[2].

- 10 décembre : Lamoignon est nommé chancelier de France. Machault est nommé garde des sceaux[2].

- 14 décembre : Lamoignon de Malesherbes devient premier président de la Cour des aides[13].

- Tolérance de fait des cultes protestants[14].